# Johann Sulzer
Johann Sulzer, njemački kartograf, graver i litograf koji je djelovao u Berlinu koncem 19. stoljeća.
Uspješnu kartografsku karijeru J. Sulzer započeo je radeći kao graver za H. Kiepert. Dvojac je tijekom 1860-ih godina izrađivao zemljovide Jugozapadne Azije koji su se temeljili na opusu ruskog istraživača N. V. Hanikova. O Sulzerovom životu vrlo je malo poznato.

## Opus
- (engl.) Russian Scientific Expedition in Khorasan (Berlin, 1860.)
- (njem.) Map of Aderbeijan (Berlin, 1861.)
- (njem.) Italia (Berlin, 1860-ih)
- (njem.) Neue Handkarte von Palaestina (Berlin, 1875.)
- (njem.) Mittel-Europa (Berlin, 1876.)
- (engl.) Original map of the Transvaal or South-African Republic (Gotha, 1876.)
- (njem.) Asien (Berlin, 1881.)
- (njem.) Die Halbinsel Peiraieus nach Erbauung der Hippodamischen Stadtanlage und der Befestigungsmauern (Berlin, 1881.)
- (njem.) Carte générale des provinces européennes et asiatiques de l'Empire Ottoman: (sans l'Arabie) (Berlin, 1886.)
- (lat.) Hispania (Berlin, 1893.)
- (njem.) Generalkarte der Südost-Europäischen Halbinsel umfassend die Unter-Donau- und Balkanländer, das Königreich Hellas und Creta (Berlin, 1908.)

## Poveznice
- Heinrich Kiepert
- Povijest kartografije

## Vanjske poveznice
- (engl.) Alai, Cyrus. 15. prosinca 2000. iv. Cartography of Persia. Geography. Encyclopædia Iranica. Columbia University. New York.